# Astragalus flavocreatus
Astragalus flavocreatus es una especie de planta del género Astragalus, de la familia de las leguminosas, orden Fabales.

## Distribución
Astragalus flavocreatus se distribuye por Bolivia y Argentina (Catamarca, La Rioja, Salta y Tucumán).

## Taxonomía
Fue descrita científicamente por I. M. Johnston. Fue publicada en J. Arnold Arbor. 28: 405 (1947).